# Jargon chinook
Pour les articles homonymes, voir Chinook.
Le jargon chinook (en anglais : Chinook Jargon) est un pidgin parlé en  Colombie-Britannique, au Canada et dans les États américains de l'Alaska, de Washington et de l'Oregon. Il est devenu un créole et une langue maternelle dans quelques régions, mais est tombé en désuétude. Cette langue connaît maintenant une renaissance.
De par l'absence de standard, on admettra la transcription écrite des mots chinooks. Le chinook s'appelle lui-même wawa, lalang, skokum hiyo et les Anglophones le nomment également the old trade language (« la vieille langue du commerce, sous-entendu des fourrures ») ainsi que d'autres appellations similaires dans la région, « the Chinook ». Le nom utilisé par les linguistes est « Chinuk Wawa » ou « Tshinuk-Wawa », qui sont orthographiés ainsi et combinent des formules « plus autochtones » que les autres orthographes, perçues comme trop occidentales et moins fidèles à l'esprit indien. Elles sont plus « exotiques » aussi, mais leurs systèmes d'orthographe et de vocabulaire sont plus complexes que le pidgin original.

## Histoire
L'histoire de Kamloops fut écrite par un prêtre belge, le père Lejeune, qui créa la sténographie appliquée au pidgin tel qu'il était parlé dans les communautés Secwepemc, Nicola, Nlaka'pamux, Sto:lo et Okanagan. Les textes étaient pour la plupart publiés seulement en sténographie. L'orthographe chinook traditionnelle est basée sur la norme anglaise, c'est-à-dire que la valeur phonétique des lettres en anglais sert de modèle. De plus, ce n'était pas un système formulé explicitement pour prononcer le chinook, excepté peut-être le modèle de Kamloops. Le système de Kamloops était d'origine francophone : le prêtre franco-belge Lejeune pourrait écrire aias pour approcher la prononciation normale au lieu de hyas (rythme : pas hyas mais high'-ass à la mode anglaise), avec une prononciation anglaise puisque le mot était anglais. Pour les autres mots qui, en chinook et en anglais, n'ont pas un 'h' avant une voyelle, François Lejeune a écrit un 'h', qui est pour lui la même chose qu'un coup de glotte.
C'était une langue pour les occasions sociales, les fêtes, les espoirs et les grands rendez-vous — les « Big Hiyu » ou « Hyas Sunday » (Pâques ou Noël seulement), et aussi « Hiyu kunamoxt » —, ainsi que plusieurs autres assemblées, et, très important également, pour les affaires, et l'évangélisation.

## Origine du nom
Il y a beaucoup d'explications concernant l'origine du nom. Une des meilleures est celle de l'hourigan, un grand vent ; la vallée du fleuve Columbia, entre Portland et Walla Walla, par « the Columbia Gorge », est fameuse pour ses grands vents.

## Écriture
| a  | ch  | c’h | ə   | h | i  | k | kʰ | kw | kʰw | k’  | k’w | l   | ɬ | m | n | p  | pʰ | p’ | q | qʰ |
| qw | qʰw | q’  | q’w | s | sh | t | tʰ | t’ | tɬ  | t’ɬ | ts  | t’s | u | w | x | xw | x̣  | x̣w | y | ʔ  |

## Quelques mots de chinook
Certains mots ont été importés de la langue française :
- Lacope — la cape, l'aube.
- Capo — la chape.
- Seapo — le chapeau.
- Latuk — la toque.
- Sawash et son dérivé Siwash — un homme autochtone, adapté de « sauvage ». Siwash est péjoratif, Sawash politiquement correct.
- Sel — le sel, le mot anglais salt était aussi utilisé.
- Suk, lesuk — le sucre, ainsi que shukwa ou shugah.
- Latab — la table.
- Lashase — la chaise.
- Lapooshet — la fourchette.
- Lassiet, lasset — l'assiette.
- Lapote — la porte.
- Lakley, lakleh — la clef, et également l'église, ainsi que legley.
- Lacaset, lacasset — la cassette.
- Lesac, lesak, lazack — le sac.
- Laswah, lasway — la soie, ou fait en soie.
- Lawest — la veste.
- Leloba — le ruban.
- Leseezo — les ciseaux.
- Lapoel — la poêle.
- Lapellah — la poëlée (?)
- Lahash — la hache.
- Lapelle — la pelle.
- Lapeosh — la pioche.
- Lashaloo, lashalee — la charrue.
- Lalim, laleem — la lime.
- Lasee — la scie.
- Laplash — la planche.
- Lekloo, lakloo — le clou.
- Lamahto — le marteau.
- Lagwin, lakween — l'égoïne.
- Labooti — la bouteille.
- Lapeep, lepeep — la pipe.
- Lagom — la gomme, pour réparer les bateaux.
- Laselle — la selle.
- Lablide — la bride.
- Sitlay, sitliay — les étriers.
- Lapiege (prononcer lapee-ej) — le piège, Eena lapiège — piège pour castors.
- Lasanjel — la cingle.
- Lashandel — la chandelle, la lampe.
- Lashen — la chaîne ; utilisée pour un chien, mais des mots le désignant déjà existent : kamuks ou comox, plus commun.
- Lapan — le pain  (simple pain : eau, farine, sel).
- Lawen — l'avoine.
- Lashey, larch — le seigle.
- Labiskwee — le biscuit.
- Lapom — la pomme.
- Lacalat — la carotte.
- Lepwah — les pois.
- Lapool — la poule, les poules.
- Lecock, lakok — le coq.
- Lezep, lesap — les œufs, ainsi que tout ce que la poule rejette...
- Lakutchee, lakwitchee — la coquille.
- Lakamass — association de français et de chinook indiquant la connaissance d'une plante.
- Latay, lateh — le thé (le mot anglais « tea » sp. tee était aussi utilisé).
- Melas — la mélasse.
- Tabak — le tabac.  Le mot anglais tobacco et le mot Chinookan kinootl ou kinoos étaient aussi utilisés. « Tabac » viendrait à la base des langages Taino ou Arawak.
- Lahb — l'herbe ou l'arbre.  Employé pour un autre usage : uva ursi — baies que les ours mangent.
- Pish — la pêche, aussi de prononciation autochtone. « fish » devient identique à piah - le feu.
- Moola, moolah — le moulin.  Peut-être la source du sens en anglais moolah = « argent ».
- Kalapeen, calapeen — la carabine (mot également anglais, russe et espagnol, que tous utilisaient au Nord-Ouest).  Aussi, et différent : mousquet.
- Huy-huy, hui-hui — oui, oui. Pour négocier, entamer et finaliser une transaction. Mahkook — acheter. Mahsh — vendre.
- Lamah, lemah, lehmah — la main.  Aussi kloshe lamah — la main droite. Potlatch lamah — donner la main.
- Lajam — la jambe.
- Lepee, lapieh — le pied, aussi le bas de la jambe, le mollet.
- Lam, lahm — l'arme. (NB ne pas confondre avec laham ou *lahahm — la rame.)
- Laboos, lapush — la bouche.  Il y a une petite ville dans l'État de Washington qui s'appelle Lapush .
- Lalang — la langue.
- Latate, latet — la tête.
- Le cou, lecoo — le cou.
- Ledoo, ladoo, ladwah — le doigt.
- Letah — la dent ou les dents.
- Moose — l'élan, se dit aussi moolack et mowitch.
- Lelou — le loup.  Aussi hyas talapus ("grand coyote").
- Lamel — le mulet.
- Lemooto — le mouton, l'animal mais aussi sa viande.
- Cosho, gosho, goosie, logosho, locosho - le cochon ; l'animal mais aussi sa viande.
- Lablow, leblau — le blond (cheval).
- Laclem, leklem — la crème (cheval ou couleur).
- Lagley, laglee — le gris (cheval ou couleur).
- Lekye, lakai, lekay — la caille, aussi utilisé pour le saumon tacheté ou chien-saumon.
- Sandelie, sandelee — la cendre (cheval ou couleur).
- Burdash — la berdache.
- Presque tous les termes religieux étaient en français :
  - Lekliss — l'église, aussi lakley, lakleh : la clef.
  - Lacloa — la croix.
  - Lejaub, jaub, yaub — le diable, aussi hyas lejaub.
  - Laplet, leplet — le prêtre (pas de mot pour le Pape mais les évangélisés ne pouvaient pas non plus le rencontrer).
  - Lamess, lamesse — la messe.
  - Lamedsin, lametsin, lamestin, lamotchin — le médecin, ou un prêtre qui aidait et donnait des remèdes.
  - kloshe mamook kumtux, « Kloshe mamook » traduit « bien faire ».
  - to heal — guérison, guérir.
  - Kloshe — bon, bien ; utilisé devant un verbe comme « doit » ou « il faut », ou « c'est une bonne idée à faire... » - par exemple :
    - Kloshe klatawa nsaika Koonspa — Nous devrons aller à Queensborough (New Westminster),
    - kloshe maika potlatch okook itkas naika — Tu ferais mieux de me donner cela.

  - Doctin, et aussi quelquefois doctor — docteur.  Mais en Chinook, un doctin/docteur ne pratique  pas la médecine, il s'agit de tamanass, tamanouhs ou tamanawaz, la magie noire. Le chaman, le « witch doctor ».
  - Autres termes religieux qui n'ont pas pour origine le français :
    - saghalie tyee — Dieu.  « Le chef en haut ».  Saghalie=(en) haut.  Tyee=chef, aussi en Chinook-anglais, qui signifie « patron » et « propriétaire », comme aussi « don » en espagnol.  Après les prêtres et les pasteurs, qui sont en Chinook aussi leplets, "saghalie tyee" signifie le Dieu chrétien ; les mots autochtones pour le Créateur, l'Esprit Grand, étaient condamnés par les prêtres et associés avec le Diable/Hyas Lejaub. "Saghalie" éventuellement est devenu "sacré" et "sanctifié", et signifie aussi la puissance de Dieu.
- Lammieh, lummieh, lummi - la vieille. A donné le nom de "Lummi Island" près de Vancouver.
- Oleman, oloman - un vieux, quelque chose de vieux et de dépassé.  Peut provenir de l'anglais "old man" mais aussi du mot chinook "olo", « qui se sent affamé, fatigué ».
- Papa — le papa.
- Mama — la maman.
- Laboat — bateau. Différent de canim (canoë) ou ship bateau.  laboat désigne l'énorme navire des compagnies empruntant l'Hudson.
- Laham, lahahm — la rame. Différent de isick pagaie. Mamook laham ramer. Différent de lahm — l'arme.
- Lapehsh — l'endroit d'où l'on pêche sur un bateau, la plateforme en quelque sorte.
- Delate, dret, dlet - le droit, le bon droit.
- Laplash — signifie à la fois la planche et la plage.
- Lawet, lawhet — le fouet, mot hybride de français et d'anglais : "le whip".
- Lamonti, lamoti — une montagne, les montagnes.
- Tanse —  danser, la danse.
- Chantie, shantie, shauntie — chanter, d'origine et de prononciation francophones.
- Cooley — courir, différent de "coulee" (voir mot suivant).
- Coulee — lit à sec d'une rivière. Ce n'est pas exactement un mot en Chinook, mais un terme commun au Nord-Ouest. Cooley et coolie sont prononcés KOO-li.
- Mahsh —  marcher, mais avec beaucoup d'autres sens - jeter, jeter dehors, lancer, rejeter, envoyer, partir, etc.
- Mahliay — marier. Mahlie, de l'anglais, marry était aussi utilisé.
- Laball, labool — la boule, la balle (de jeux).
- Tintin — tintouin ; le tintamarre, le bruit, la musique, une alarme d'horloge.
- Lemolo — dérangé, stupide, sauvage. Utilisé seulement pour ceux qui ressemblaient à des animaux et par ceux ayant eu un contact colonial.
- Piupiu, pew-pew - puer [onomatopée].
- Poolie — pourri.
- Polallie — poudre.
- Pe, Pee, Pi — et, que, mais, ou etc. Aussi adopté par d'autres langues autochtones.

Et très important :
Mahsie, Masi — merci (encore utilisé en Colombie-Britannique du Nord, en territoire du Yukon et dans les territoires du Nord-Ouest).

## Verbes principaux en chinook
Ces verbes ne sont pas d'origine francophone :
- Mamook — faire, rendre.  Dans la communauté créole de Grand Ronde, ce mot est obscène et munk lui est préféré, mais c'est exclusif à cette communauté. Il y a beaucoup de combinaisons de mamook avec d'autres mots pour faire plusieurs verbes alors que le français ou l'anglais n'emploient qu'un seul mot. Beaucoup de verbes peuvent être aussi utilisés comme noms ou adjectifs.
- Mitlite — être, rester.
- Mitwhit — rester debout, ne signifie pas « se lever » qui est mamook get-up.
- Mahkook — acheter.
- mahsh — vendre.
- Klatawa — aller, marcher, voyager.
- Kumtux, kumptus, kommatux — comprendre, savoir, souvenir, savoir faire quelque chose.  Comme mamook, le mot kumtux a beaucoup de combinaisons pour former d'autres verbes.
- Potlatch, Patlatch — donner, recevoir (usuellement : donner). 
  - Mamook potlatch — faire un don.
  - Le potlatch est aussi le nom des grands banquets autochtones du Nord-Ouest Pacifique, lors desquels les chefs donnaient (ou cassaient) toutes leurs possessions. Ces banquets étaient la base de l'économie traditionnelle, et aussi du système de lois et de patrimoine.
- Iskum — recevoir.
- Ticky, tikke, tikegh — vouloir, désirer. Ticky iskum - avoir un désir, ou désirer posséder.
- Muckamuck — manger, dîner, aussi quelquefois boire. C'est aussi le nom pour la nourriture. Hyas muckamuck - un festin (avec la tête qui se pose sur la table en fin de soirée, par fatigue). High muckety-muck la même chose mais parfois avec sarcasmes ; la construction est clairement empruntée à l'anglais.
- Nanitch, nanadge — regarder, voir.
- Klap — trouver, souvenir.  Klap tenas - être enceinte ("trouver un enfant"). Klap tumtum - trouver une émotion, ou une pensée.
- Klakwun — essuyer, lécher.
- Chako — venir, devenir, arriver.  Cheechako - un arriviste, ou quelqu'un qui débarque. Chako kunamoxt - venir ensemble, aller à un rendez vous.
- Ko — arriver, finir un voyage. Redoublé, ko ko, c'est donner des coups, ou frapper à une porte, quand on arrive à une maison.
- Kopet — arrêter, renoncer, finir.
- Kilapi, kalapi — reverser, tourner, renverser, rentrer.
- Tseepie — faire une erreur.
- Kawak — voler (dans les airs). Différent de kapswalla voler (quelque chose).
- Kwalal-kwalal — galoper (comme des chevaux). kalakala - voler comme des oiseaux.
- Teh-teh — trotter.
- Wawa — dire, parler - langage. 
  - Mamook wawa — au passif.
  - Mamook lelang — même sens.
  - Mamook pasiooks wawa, ou mamook pasiooks lelang — parler français.
  - mamook Dutchman wawa — parler allemand.
  - mamook King George wawa — parler anglais (Colombie britannique).
  - mamook kinchauch wawa — parler anglais (Colombie britannique).
  - mamook Boston wawa — parler anglais (États-Unis d'Amérique).
- Yiem — raconter des contes. Aussi un conte, ou spécialement un mythe. 
  - Mamook yiem — raconter des légendes.
- Kapswalla — voler.
  - Klatawa kapswalla — voyager.
  - Kapswalla man — voleur.
- Ipsoot — cacher, aussi une cache.
- Ikpooie, mamook ikpooie - fermer.
- Klak, klah — enlever, décoller, descendre (d'un bateau par exemple). Ce mot est un adjectif plus qu'un verbe, comme l'adverbe anglais off, peu utilisé comme verbe. Klah signifie aussi "large" (comme "broad" ou "wide" en anglais).
  - Mamook klak lassiet — enlever les assiettes.
  - Klak kopa wayhut — pour sortir.
  - Mamook klak stone kiuatan — castrer un cheval.
- Koko stick — pivert ("celui qui frappe à l'arbre"). Stick = l'arbre, le bois, aussi une forêt.
- Kloshe koko stick — frapper à la porte pour chasser le malheur.
- Moosum — dormir.
- Olo — avoir besoin de quelque chose. 
  - Olo moosum — avoir besoin de dormir.
  - olo chuck — avoir soif (chuck = l'eau, ou des liquides, aussi un lac ou la mer).
- Memaloose, memaloost, mimloos - mourir, ou un mort.
  - Mamook memaloose — tuer.
- Lolo — porter, viendrait du "là-là" français de ceux qui transportaient du matériel.
- Haul, mamook haul - porter, lever.
- Tolo — gagner (travail ou bonne fortune). Vient peut-être de tola, dollah - un dollar, un thaler.
- Tsolo — perdre quelque chose, ou perdre un jeu.
- Kow, mamook kow — attacher, faire fortement.
  - Mamook kow — serrer.
- Stoh, mamook stoh — se desserrer, délier, relâcher.
- Cly — crier, pleurer, peut venir de l'anglais "to cry".
- Heehee — amuser, faire rire.
  - Mamook hee-hee - divertir.
  - Cultus heehee — s'amuser au détriment d'autrui.
- Wash, mamook wash — laver, se laver.
- Wagh — verser, verser dehors, vider, rendre vide, se renverser. Aussi être vide ou encore vomir.
  - Mamook wagh — verser dehors, vider.
- Kwutl — pousser, serrer.
  - youtl même sens.
  - kwulh ou kwult — frapper (avec violence).
  - Hyas mamook kwutl — serrer très fortement.
- Get-up — réveiller, se réveiller, lever, se lever.  
  - Mamook get-up — réveiller quelqu'un.
  - Sun get-up — lever de soleil, l'aube.
- Poh — souffler, un souffle, le son d'un fusil ou d'un mousquet.  
  - mamook pooh — fusiller.
- Wind, Win — respirer, souffle, vent.  
  - Chinook wind — le vent de la direction du pays des Chinooks (sud-ouest). En Colombie-Britannique : vent humide et chaud, aussi nommé le "Pineapple Express" (Express des Pommes de pin). De l'autre côté des Rocheuses, ce même vent est aussi très chaud mais, à cause des montagnes, il est sec. En Alberta on le dit "snow eater" (« mangeur des neiges »).
  - Hyas wind — un vent fort, une rafale.
  - Tenas wind — une brise, briser.
  - Mesachie wind — une tempête :  « vent du mal ».
  - Tamanass wind — un ouragan : « vent du diable ».
  - Cultus wind — vent mauvais et inutile.
- Klemahun — poignarder, blesser, projeter comme une lance.
  - Naika klemahun samman — les pêcheurs autochthones utilisant les lances.
  - Klemahun opoots — une abeille (opoots = derrière).
- Mahlie, mahlies, mahliay — marier. Mahlie signifie aussi « oublier ».
- Whim, mamook whim — tomber (pour un arbre). Ce terme signifie aussi lutter pour faire tomber un autre, et il est utilisé pour les vents qui font tomber les arbres.
  - Whim stic — un arbre tombé.
- Chuk-kin — donner un coup de pied.
  - mamook lepee — faire avec les pieds.
  - kwulh lepee — taper avec les pieds.
- Hokumelh — glaner, récolter (céréales).

En chinook il n'y a pas de conjugaison. Futur et passé sont indiqués par les adverbes, alki (futur), winapie ou by-by (bientôt), ahnkuttie (passé), hyas ahnkuttie (d'anciens) ou laly ahnkuttie. Laly peut se dire aussi comme by-by, il y a un bon bout de temps ; La-a-a-a-ly ahnkuttie -  grande période de temps, l'âge mythique ; aussi, aaaaaaahnkuttie. Alki' pourra aussi se prononcer A-a-a-a-alki avec une signification selon le contexte : « soit patient » ou autre.
Alki veut dire « le demain » ou « à la semaine prochaine », mais peut-être aussi « jamais », ou « quelquefois ». Les verbes fonctionnent comme les adverbes : Alki klatawa nsaika (kopa) Bictoli - Nous irons à la Victoire. La prononciation, le contexte et un peu de mystère, peut-être, indiquent l'avenir lointain proche. Cela est donc très vague, mais culturellement le temps est vague pour ces peuples donc la langue l'est aussi. alki signifie la vision de l'avenir, l'espoir.
Il y a un point Alki à Seattle, et aussi une fameuse plage de cette ville qui porte ce nom. Alki est aussi la devise officielle de l'État de Washington.
Le négatif adverbial est wake, Naika wake klatawa - je ne vais pas. Wake mamook stoh - ne pas desserrer. Il y a un autre négatif, halo (l'équivalent du a privatif français), mais il est plus employé pour signifier "rien". « Jamais » se dit wake kwanesum, car kwanesum veut dire « toujours ». Konaway signifie « plus », Ka-a-a-a-a-nawe se traduit par « tous », « tout le monde », « tout de quelque chose ou d'un groupe des personnes ».  Le mot konamoxt signifie « ensemble, tout » - konaway moxt - « Tous deux ».
Un mot très important qui vient du français, et aussi de l'anglais, est « Spose », du français « suppose(r) » et de l'anglais « suppose ».  En chinook, « spose » signifie le conditionnel ou peut-être le subjonctif, le « si » de « si nous allons au magasin... » en français ou « if » en anglais, pour comparer.  Le « peut-être » est, en chinook, « klonas ».
Les pronoms :
Naika, nika — je, moi
Maika, mika — tu, toi 
Yaka — il, elle, son, sa (personnes et objets)
Nsaika, nsika — nous, notre
Msaika, msika — vous, votre
Klaska, klaskas — ils, elles, leurs
Klaksta — qui?  (interrogatif)
Kah — où?
Le plus typique de tous les mots chinooks est peut-être skookum, c'est une partie de leur culture, leur identité. Ce terme est difficile à traduire ou à expliquer. Il signifie le fait d'être grand, brave, avoir du pouvoir, être bon, loyal et venir en aide à ceux qui en ont besoin. Ce mot est caractéristique d'un certain genre d'hommes du Pacifique Nord-Ouest, mais aussi de Vancouver et de ses banlieues, des autres villes de la province, ainsi que des États voisins. Le pêcheur, le mineur, le cow-boy et les autres sont skookum. Mais quelqu'un de skookum peut être aussi un ami de tous. Pour les objets, le skookum signifie que cela est durable, ou fort, immuable. Ayant fini son travail, un charpentier peut dire "Yup, that's skookum" (et le frapper avec son marteau, une fois de plus). skookum veut aussi dire « O.K. », « cool », « c'est super » et autres expressions du même genre.
On ne sait pas comment les francophones du Nord-ouest prononcent skookum.

## Sources
- (en) « Chinuk Wawa », sur Chinook Nation
- (en) « What are the different ways to write Chinook Wawa? », sur The Kaltash Wawa
- (en + chn) The Chinuk Wawa Dictionary Project, Chinuk Wawa : kakwa nsayka ulman-tilixam ɬaska munk-kəmtəks nsayka = As our elders teach us to speak it, Confederated Tribes of the Grand Ronde Community of Oregon, 2012 (ISBN 0295991860 et 978-0295991863)
- (en) Henry Zenk et Tony Johnson, « Chinuk Wawa translations by Joe Peter, 1941: Glimpses of a 'Chinuk man' in action », dans ICSNL XXXVIII (2003) UBCWPL011, 2003, 323-331 p. (lire en ligne)
- (en) Henry Zenk et Tony Johnson, « Chinookan word classes and Chinuk Wawa etymologies », dans J. C. Brown & Tyler Peterson, ICSNL XXXIX (2004) UBCWPL014, 2004, 419–452 p. (lire en ligne)
- (en) Henry Zenk et Tony Johnson, « Uncovering the roots of Chinuk Wawa: a new look at the linguistic and historical record », dans Joel Dunham and John M. Lyon, ICSNL XL (2005) UBCWPL016, 2005, 331–355 p. (lire en ligne)
- (en) Henry B. Zenk, Tony A. Johnson, Sarah Braun Hamilton et Confederated Tribes of Grand Ronde, « Chinuk Wawa (Chinook Jargon) etymologies », dans J. C. Brown, M. Kiyota and T. Peterson, ICSNL XLIV/XLV (2009, 2010) UBCWPL027, 2010, 270-348 p. (lire en ligne)